# Robert Galloway
Robert Galloway (født 24. september 1992 i Columbia, South Carolina, USA) er en professionel tennisspiller fra USA.